# Mitsubishi Starion
Mitsubishi Starion – trzydrzwiowy sportowy samochód osobowy produkowany przez Mitsubishi w latach 1982-1989. Wyposażony był w turbodoładowany silnik R4 napędzający koła tylne. Na terenie Stanów Zjednoczonych sprzedawany był pod nazwą Conquest przez marki Chrysler, Dodge i Plymouth; produkcja została zakończona w 1989. Chociaż samochód nie był pierwszym drogowym pojazdem wyposażonym w benzynowy silnik turbodoładowany (wcześniej było np. Porsche 911 (1975), Saab 99 (1978) czy Mitsubishi Lancer EX 2000 Turbo (1980)), Starion uważany jest za popularyzatora i pioniera w nowo powstałym segmencie w japońskiej motoryzacji - turbodoładowanych samochodów sportowych.

## Galeria

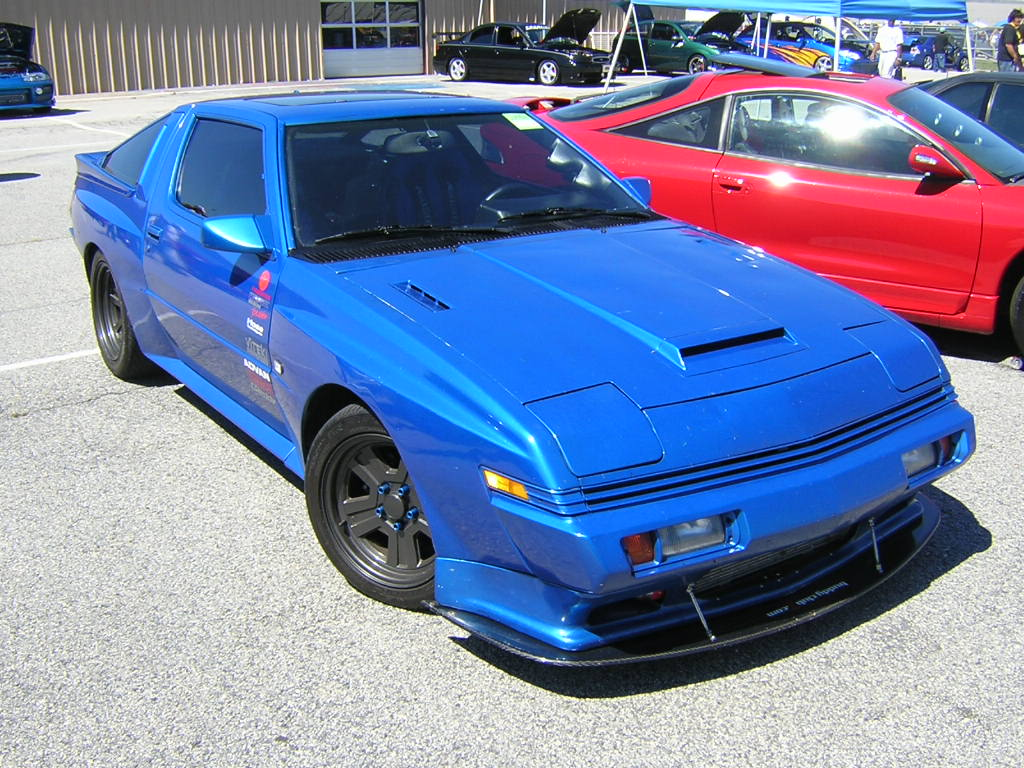
Mitsubishi Starion
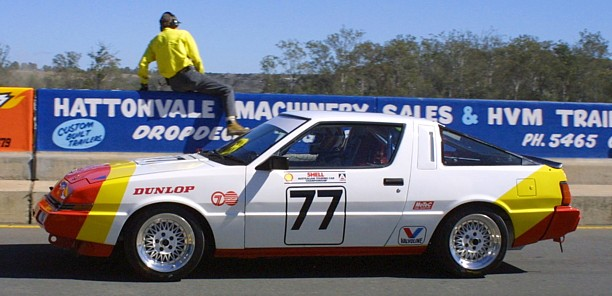
Mitsubishi Starion - wersja wyścigowa
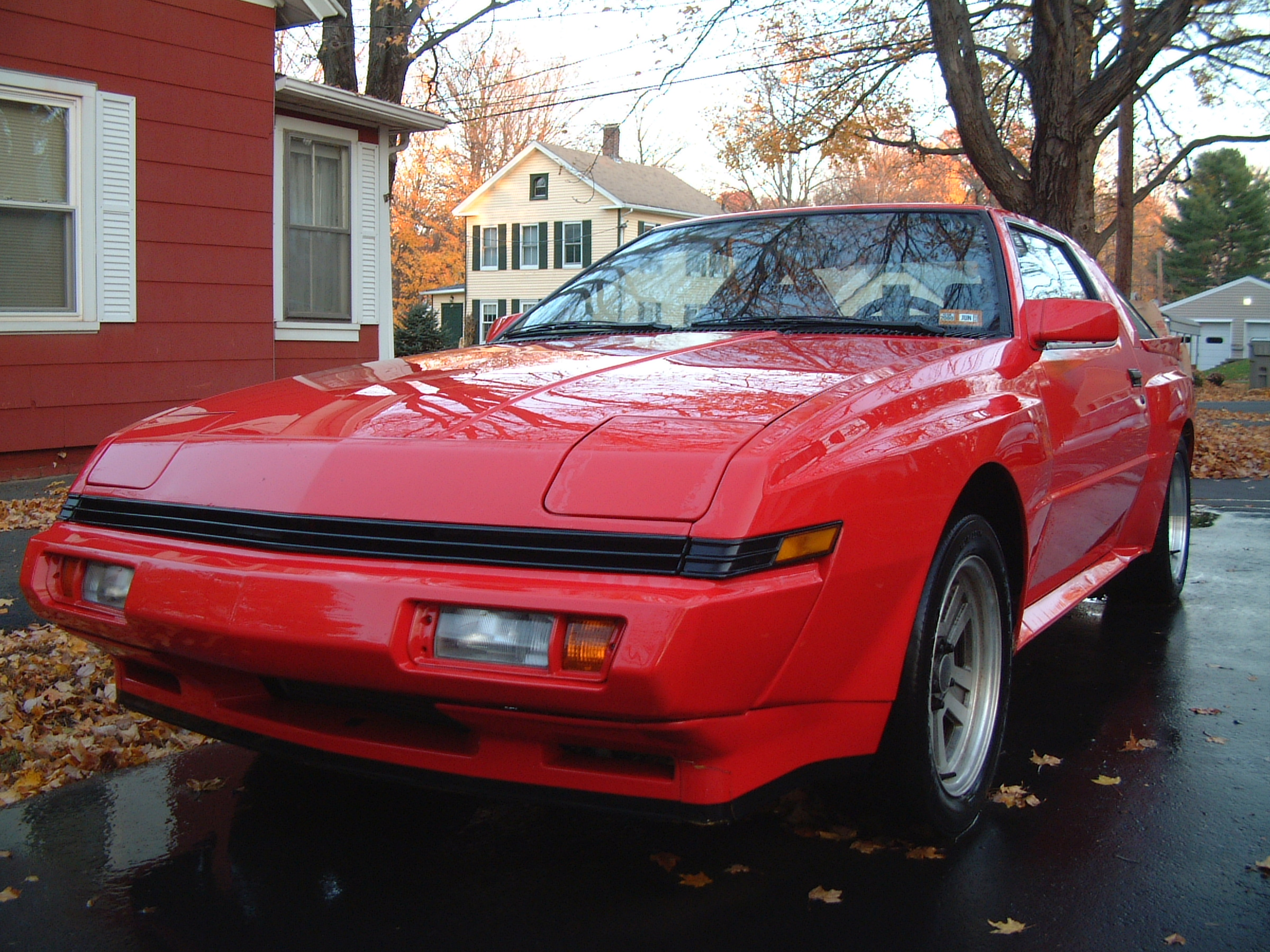
'87 Chrysler Conquest
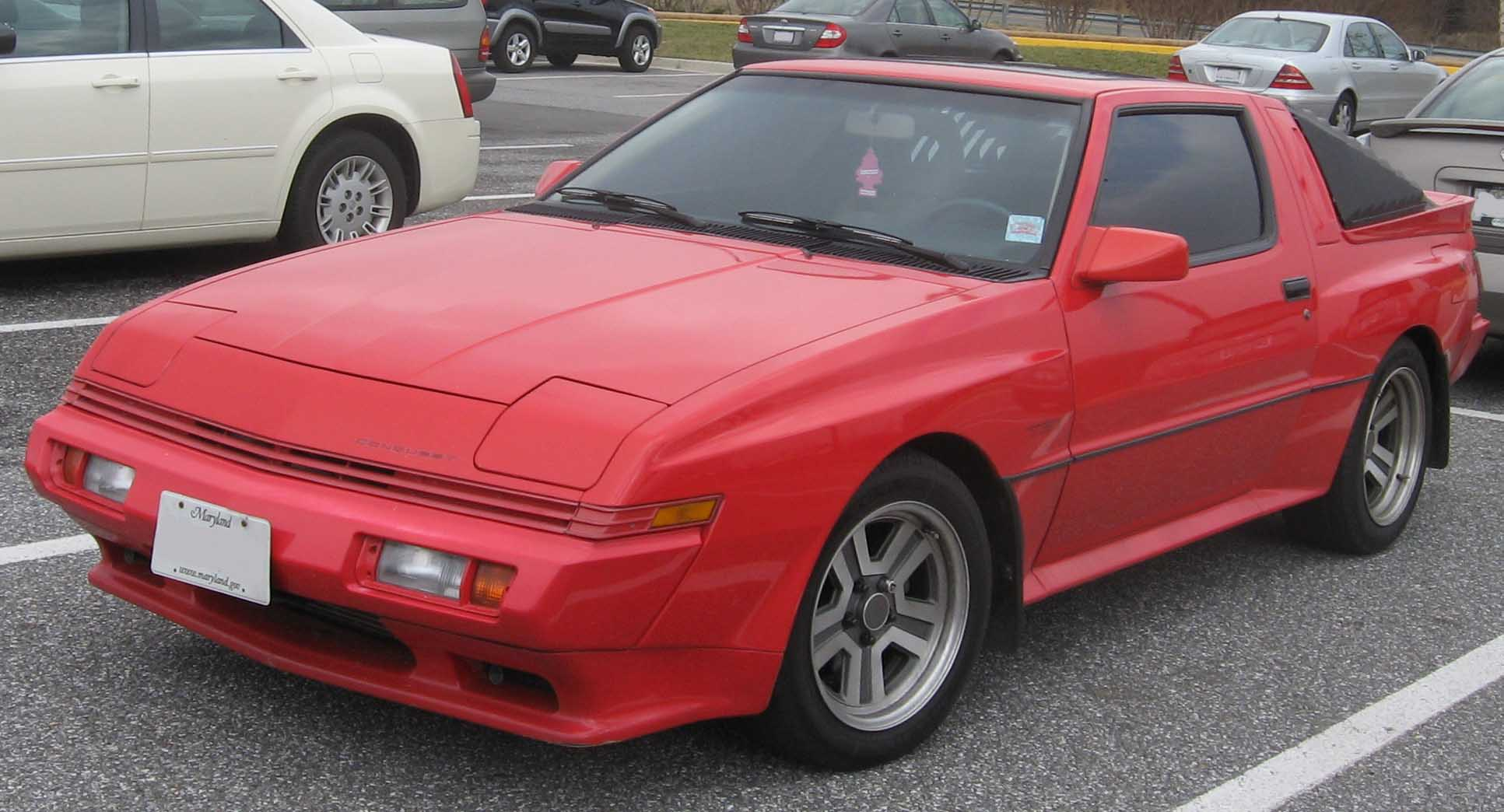
Dodge/Plymouth/Chrysler Conquest